# Богдан Свідерський
Богда́н Свіде́рський (пол. Bohdan Świderski; нар. 1892, Кам'янець-Подільський — пом. 21 лютого 1943, Варшава) — польський геолог.
Головним предметом досліджень Богдана Свідерського була тектоніка Альп і Карпат. Автор понад 50 опублікованих праць.
2003 року встановлено міжнародну нагороду імені Богдана Свідерського за геологічні публікації.